# ウマイヤ・モスク
ウマイヤ・モスク（アラビア語: الجامع الأموي, ラテン文字転写: al-Jāmiʿ al-Umawī, 英: Umayyad Mosque）は、ダマスクスの旧市街にある世界で最も古いイスラーム教の礼拝所のひとつ。ダマスクスのマスジド・ジャーミイ（金曜モスク、大モスク）である。
ダマスクスはエジプトとメソポタミアを繋ぐ通商路の途中にあって上古より都市が栄え、非常に古い時代から雷神ハダドを祀る神殿があった。4世紀末に神殿があった聖所の上にキリスト教の教会が建てられ、634年のムスリムによるダマスクス征服後、8世紀前半に、教会がモスクに改装された。遅くとも6世紀には洗礼者ヨハネの首がここにあると信じられており、教会は洗礼者ヨハネに奉献されていた。ヨハネの首はモスク建設中に実際に発見されたとされる。
ムスリムの間には、世界の終末の日における救世主イエスの再臨がウマイヤ・モスクにおいて実現するという信仰がある。十字軍の侵略の時代においては各地のムスリムを繋ぐ結節点となり、サラーフッディーン・アイユービーの霊廟は、このモスクの北側の壁に付属した小さな庭の中にある。イブン・タイミーヤのジハード論は13世紀に当モスクにおいて説かれた。

## 立地

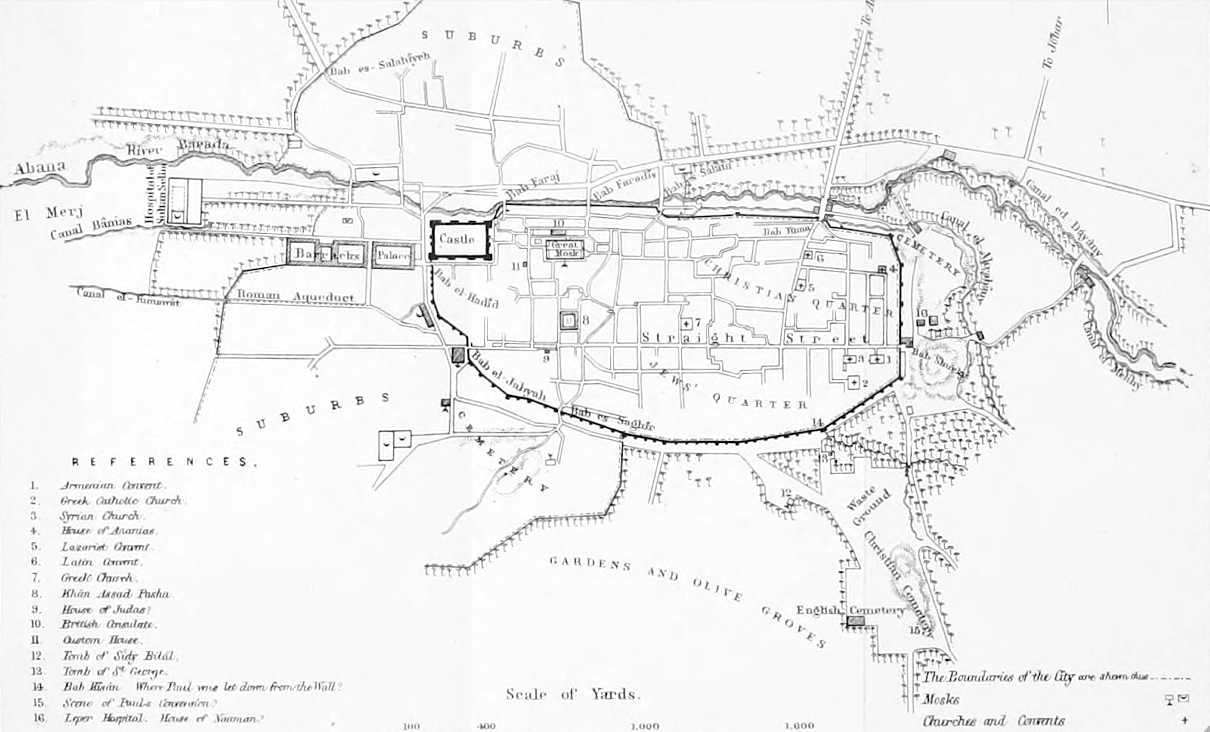
1855年当時のダマスクス旧市街の地図。ウマイヤ・モスクは図中 "Great Mosque" と書かれている矩形部分に位置する（符号10の英国領事館のすぐ南）。ダマスクスへやってきた商人や巡礼は街の門をくぐると、街を東西に貫く「直線通り」の途中から北へ折れ、スークを抜けてウマイヤ・モスクにたどり着いた。

21世紀現在ウマイヤ・モスクが立地している場所は、鉄器時代から何らかの聖所であった可能性がある。ダマスクスがアラム人の都市国家連合の首都であった頃には、雷雨の神ハダドを祀る広い神殿があった。ダマスクス国立博物館には、アラム王ハザエル治世下の日付が刻印されているハダド神殿の一部を構成した石が保管されている。
紀元前2世紀にシリアを支配したセレウコス朝のアンティオコス4世エピファネスは、旺盛な建築欲を持つと共に支配地域のヘレニズム化に熱心に取り組んだ。アンティオコスはハダドを、同様に天候を司る神格であるゼウスに習合した。また、ハダド-ゼウス神殿から東に500メートルほどの場所にアゴラを設置し、神殿とアゴラを直線道路で連結した。紀元前1世紀にシリアを支配下に置いたローマ人はこれを受け継ぎ、神殿を、ゼウスと同一視されるユピテルを祀るものとし、その拡張をダマスクス生まれの建築家アポロドーロスに行わせた。
ダマスクスのユピテル神殿は、エルサレムのユダヤ教徒の神殿に対応するものになることが意識されていた。ローマ時代の前半を通じて、ダマスクスのユピテル神殿は頻繁に改修が行われ、そのたびに高位神官が富裕な市民から奉献を集め、改修後の儀式を行った。神殿の東門は、セプティミウス・セウェルスの在位年間（193年–211年）に拡張された。その後、紀元後4世紀ごろまでには、二重の壁が築かれる。外側の壁は広いエリアを町から画し、内側の壁はユピテルを祀る聖域本殿を外界から画した。大幅に拡張されたダマスクスのユピテル神殿は、ローマ帝国シリア属州の中で最も大きい神殿になった。
その後、神殿は皇帝崇拝儀礼の中心になった。ローマ帝国にキリスト教が浸透する4世紀も終わりごろの391年になると、ローマ皇帝テオドシウス1世がユピテル神殿をキリスト教のカテドラルに改装した。もっとも、この改装により直ちに洗礼者ヨハネへの奉献が行われたわけではなく、ダマスクスの司教座がここに置かれただけである。ダマスクスの司教座教会は、アンティオキアの大司教座の次席に位置づけられた。洗礼者ヨハネへの奉献が行われたのは6世紀、ヨハネの首がこの地に埋められているという伝説が生まれて以後のことになる。

## 歴史

### ウマイヤ・モスクの建設
634年にハーリド・ブン・ワリード率いるアラブ・イスラーム教徒軍がダマスクスの街を包囲し、陥落させる（634年のダマスクス攻囲戦）。661年からウマイヤ家のムアーウィヤが第5代目のカリフに就き、ダマスクスをイスラーム帝国全土を支配するための首都に選んだ。ムアーウィヤは680年に亡くなるとき、息子のヤズィードにカリフ位を継がせた。ムスリムの総意によって決められるはずのカリフが世襲されたことへの反発からフィトナと呼ばれる内乱が発生する。同年、ウマイヤ家に反旗を翻したとされるフサインがカルバラーで殺害され、フサインの一族の女性たちがフサインの首と共に拘引された先がダマスクスであった。フサインの首は、後にウマイヤ・モスクとなる聖ヨハネ教会堂の東南角にあったムスリムの礼拝所に晒された:313。
706年にムアーウィヤから数えて6代目のウマイヤ朝カリフ、ワリード・ブン・アブドゥルマリク（ワリード1世）（在位705–715年）は、ダマスクスにモスクを建てる計画を立てた。ここでいう「モスク」は屋根のあるイスラーム教の礼拝所のことである。簡易な礼拝所ムサッラー）なら、洗礼者ヨハネ聖堂の中庭の南東部に設けられてはいた。ワリードは自ら工事を監督し、カテドラルのほとんどを一旦壊すことを指示した。新しく建設されたモスクは、カテドラルのレイアウトに連関しないものになった。キリスト教会であったときは矩形で仕切られた聖域内の中心にカテドラルが設けられていたのに対し、モスクへの改築後の主たる礼拝空間は、南壁に面する位置に設けられることになった。キリスト教会のアーケードとそれを支える柱は、一旦取り外された後に再配置された。改築後の建物は、金曜日に市民が集会を開くための公共の施設となるように設計された。キリスト教徒は移転に反対したため、ワリードは、移転する代わりに、ダマスクスの征服時に接収したキリスト教会のすべてをキリスト教徒に返還するよう命じた。モスクの建物はワリードが没した直後の西暦715年、次代カリフのスライマーン・イブン・アブドゥルマリク（在位715–717）の時代に完成した。
10世紀の歴史家イブン・ファキーフ・ハマダーニーによると、改築プロジェクトには60万から100万ディーナール金貨が費やされ、総計12000人の労働者の出身地は、西はマグリブから東はインドまでに及び、ペルシア人もいればギリシア人やコプト教徒の職人もいたという。また、ビザンツ帝国の工芸職人が雇われたという（後期ローマ様式で風景や建物を描いた彼らの制作したモザイクは21世紀現在でも残っている）。イブン・ファキーフはこの記載に続けて「モスクを建てている期間のあるとき、労働者らは、地下の洞窟のようになっている礼拝所を発見した。中に入った彼らは、そこでヤフヤー・ブン・ザカリヤー（洗礼者ヨハネ）の首が納められた箱を見つけた。報せを聞き検分したワリード1世は、まだ内装が大理石で覆われる前のモスクを支える柱のいずれかの下に首を埋め戻すように命じた。」といった内容のことを書いている。

### アッバース朝、ファーティマ朝の時代
8世紀中葉、アッバース革命によりイスラーム帝国の支配権はウマイヤ家からアッバース家へと移り、政治・軍事上の中心もダマスクスからバグダードに移った。アッバース朝の歴代カリフは、ウマイヤ・モスクをキリスト教に対するイスラーム教の勝利の象徴と考えて取り壊しこそしなかったが、ダマスクスにある他のウマイヤ家の文化的遺産同様、モスク内部にあったウマイヤ家を讃える碑文や銘のたぐいの文言を差し替えたり取り除いたりした。アッバース朝期（8世紀から10世紀）のウマイヤ・モスクを知るための文献資料としては10世紀の地理学者マクディスィー（ムカッダスィー）の地理書がある。
アッバース朝はダマスクスに対して軍事・商業上必要な関心を払う以上のことはしなかった。そのため、アッバース朝期のウマイヤ・モスクは経済的に余裕がなかったとみられ、増改築の規模は大きくない。21世紀現在もモスク中庭の東側に建つクッバ・サーア（al-Qubbat al-Sā'at, （最後の審判の）時のドーム）と、同西側に建つクッバ・ハズナ（al-Qubbat al-Khaznat, 宝のドーム）は、それぞれ780年、789年にアッバース朝のダマスクス太守ファドル・ブン・サーリフ・ブン・アリーにより建てられた。モスク中庭の北、中央に建つマァザナ・アラウス（al-Ma'dhanat al-'Araws, 花嫁のミナレット）は、アッバース朝のカリフ・マアムーン（在位813-833年）が831年に建てさせた。
シリアにおけるアッバース家カリフの支配体制は、10世紀始めには崩壊し、シリアはエジプトの軍閥（トゥールーン朝）が実質的に支配した。970年にはシーア派を奉じるエジプトのファーティマ朝がダマスクスを得た。この時代のダマスクスの統治者によるウマイヤ・モスクの改修は、ほとんど記録されてない。その一方で、ウマイヤ・モスクの威信は多くのスンニー派ウラマーをダマスクスに惹き付け、ファーティマ朝の宗教的権威からある程度独立した地位を彼らに与えもしたので、ダマスクスはこの時代のスンニー派ウラマーの知的生産活動の中心になった。ウマイヤ・モスクの北側にはベルベル人を主体としたファーティマ朝軍の駐屯地があったが、1069年にダマスクスの人々が反乱を起こし、駐屯地を襲った。その結果、モスク北側の壁を中心とした広範なブロックが破壊された。

### セルジューク朝、アイユーブ朝の時代
スンナ派王朝であったセルジューク・トルコは1078年にダマスクスを手に入れ、アッバース朝カリフの名目的な支配を回復した。セルジューク王トゥトゥシュ（在位1079年-1095年）は1069年に破壊されたモスクの補修を始めた。1082年に宰相アブー・ナスル・アフマド・ブン・ファドルは中央ドームを補修し、さらに壮麗にした。ドームを支える2本の柱が強化され、北側のファサードの内側にあったウマイヤ朝時代のモザイクがまっさらに補修された。21世紀現在、モスク北側に存在するリワーク（イスラーム建築における柱列廊の1種）は、1089年に再建されたものである。
セルジューク朝からダマスクスの統治を委ねられたアタベグの1人であったトグテキン（在位1104-1128年）は、1110年にモスクの北壁を補修し、壁に設けた出入り口2箇所の扉の上方に設置した銘板に、自らの名前を刻み込ませた。1113年には、モスルのアタベグ、マウドゥード・ブン・トゥンテギン（在位1109-1113年）がウマイヤ・モスクの中で暗殺されるという事件が起きた。
12世紀中葉になるとダマスクスは十字軍国家との間の戦争が激しくなった。ダマスクスの防衛とエルサレムの奪還を諸国のムスリムに呼びかける使者は必ずウマイヤ・モスクに立ち寄った。イブン・アサーキルをはじめとしたウマイヤ・モスクの導師（イマーム）はジハードを説き、実際に1148年に十字軍がダマスクスに進軍した際は町の人々が集まってイマームの説教に耳を傾けた。ウマイヤ・モスクに集まった町の人々の抵抗にあい、十字軍は町の占領を最終的に諦めた。
1154年からダマスクスはヌールッディーン・ザンギーの支配下に入り、ヌールッディーンの個人的命令によりウマイヤ・モスクの東門（バーブ・ジャイルーン）の外側に「ジャイルーンの水時計」という新たな記念碑的時計が建てられた。水時計の設計者はムハンマド・サアーティー（Muhammad al-Sa'āti）という建築家である。水時計は1167年に一度焼失したのち、13世紀に入ってから、サアーティーの息子、リドワーンの手により再建され、14世紀までは存在したようである。シチリアの地理学者イドリースィーは1154年にウマイヤ・モスクを訪れた。

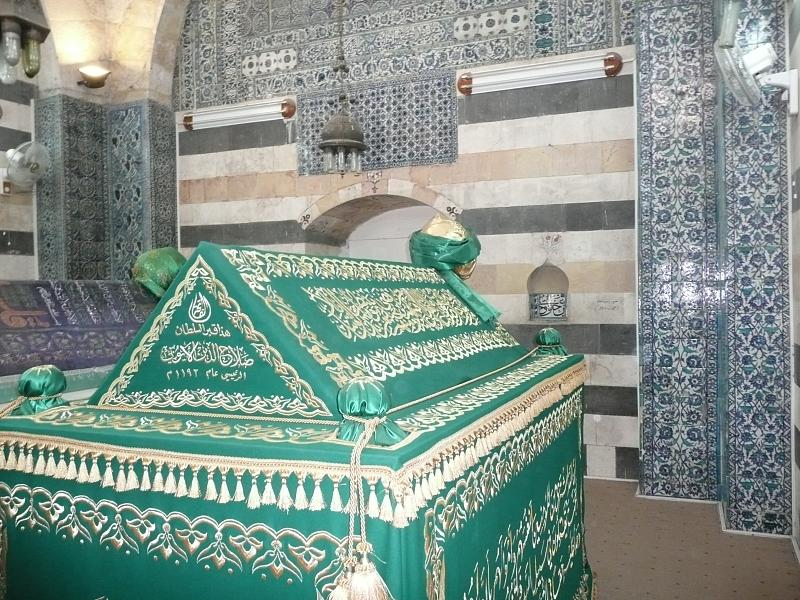
サラーフッディーンの墓

ダマスクスの新しい統治者となったアイユーブ朝は、街にいくつかの宗教施設を新設したが、ウマイヤ・モスクは街の信仰生活の中心としての地位を保った。当時イスラーム世界を旅して回ったイブン・ジュバイルは、ウマイヤ・モスクに複数の異なるザーウィヤ（クルアーン学習のための道場）が敷設されているさまを旅行記に書いている。1173年にモスクの北壁が再度出火により損傷したので、スルターン・サラーフッディーン・アイユービー（在位1174-1193年）はこれを修復した。「花嫁のミナレット」も1069年の火事で焼失していたため、スルターンは北壁の修復と同時に「花嫁のミナレット」も補修した。サラーフッディーンはウマイヤ・モスクの周辺に埋葬され、彼の後継者たちの多くもこれに倣った。
その後、アイユーブ朝の内紛でダマスクスは大きな損害をこうむり、1245年にはモスク東側に立っていた「預言者イーサーのミナレット」が倒れた。当時ダマスクスのアミールはマリク・サーリフ・イスマーイール・ブン・アーディルであったが、これをマリク・サーリフ・アイユーブが攻めた。「預言者イーサーのミナレット」はこのとき行われたダマスクスの包囲戦で倒れ、後年、再建されたものの装飾はあまり多くなされなかった。

### マムルーク朝の時代
アイユーブ朝の勢力下にあったダマスクスの町は、1260年から、十字軍国家と同盟を結んだキト・ブカ率いるモンゴル勢の支配下に入った。占領を指揮したアンティオキア王ボエモン6世は、ウマイヤ・モスクでカトリック式のミサを執り行うよう命じられた。。ダマスクスは1260年中に、クトゥズやバイバルス率いるエジプトのマムルーク軍人勢力が奪還した。1270年にはスルターンになったバイバルスがウマイヤ・モスクの大規模修理を命じ、大理石やモザイク、金箔が補填されることになった。イブン・シャッダードのバイバルスの伝記によると、修理には2万ディーナールの費用がかかったという。修復されたモザイクの中でひときわ大きい「バラダー川のパネル」は、34.5×7.3m の大きさがあり、モスク西側の柱列廊を飾る。バイバルスの事業の主要な目的は、モスクを装飾するモザイクの補修にあり、補修されたモザイクにはマムルーク朝建築の影響が色濃く反映された。
1285年に当時を代表するウラマーの1人であったイブン・タイミーヤが、ウマイヤ・モスクで聖典『クルアーン』の解釈を講義し始めた。1300年にはイルハン朝のガザン・ハン率いるモンゴル軍がダマスクスを陥れた。イブン・タイミーヤはダマスクス市民に「ジハード」、すなわち、各人が分を尽くして抵抗すべきことを説いた。マムルーク朝のカラーウーンが街を奪還したが、エジプト軍がダマスクスに突入する際、モンゴル軍はウマイヤ・モスクに投石機を配備して応戦しようとした。エジプト軍がダマスクス城の周りに火矢を放って投石機を燃やし、モンゴル軍の試みは失敗した。

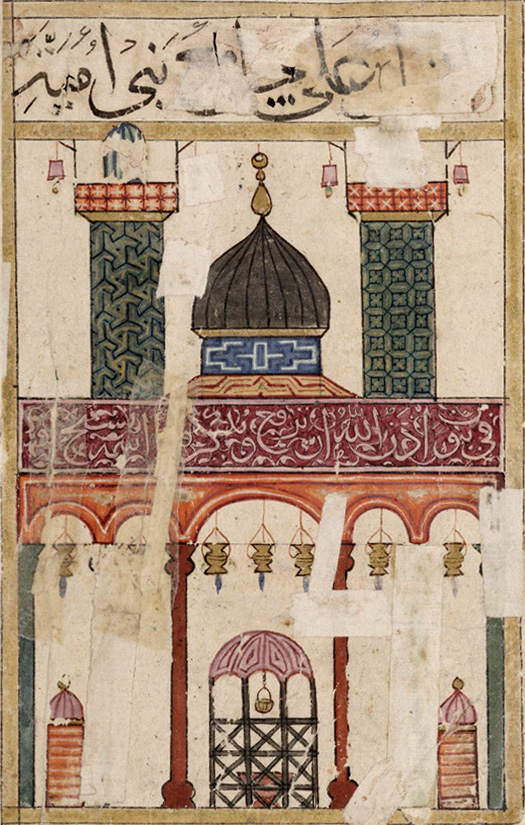
14世紀後半の写本『驚異の書』に描かれたウマイヤ・モスク

マムルーク朝のシリア太守、タンキーズは1326年から1328年にかけて、ウマイヤ・モスクの修復を実行した。この修復でミフラーブのモザイクが元通りにされたほか、堂内がすべて大理石のタイルで覆われるようになった。1328年の大改修をタンキーズに命じたのはスルターンのナースィル・ムハンマドである。スルターンは、キブラの方角にあたる南壁が不安定であったので、これを取り除いて立て直すこととしたほか、ズィヤーダ門をもっと東の位置に再配置した。ところが、このときに大改修を受けた建築や造作の多くが、1339年の火事で損傷した。なお、1392年にイーサーのミナレットが火事で焼け落ちた。
14, 15世紀のウマイヤ・モスクはイスラーム圏の天文学に関する学術センターでもあった。マムルーク騎士たちの時代に入ると、モスクから街の人々に礼拝（サラート）への参加を呼びかける時刻を天文観測により正確に計るムワッキトという新しい職業が現れた。ウマイヤ・モスクにはイブン・サッラージ、イブン・シャーティル、ハリーリーといった天文学者がムワッキトとして集まり、盛んに太陽や星の位置を観測し、観測器械を改良し、新理論を案出した。彼ら「ダマスクス学派」の著作はその後数百年間トルコ、シリア、エジプトで参照され、その天文知はヨーロッパにまで伝播したであろうことが推定されている。ウマイヤ・モスクの「花嫁のミナレット」にはイブン・シャーティルが1371年に設置した日時計があり、当時の観測技術の水準を推し量ることのできる物的証拠になっている。
1400年にティムールがダマスクスを包囲し、3月17日には町に火を放つ命令を下した。ウマイヤ・モスクはこのときの戦火によりひどく損傷した。イブン・ハルドゥーンが伝えるところによると東のミナレットが破壊により瓦礫と化し、中央のクッバが崩落した。バフリー・マムルーク朝ほどウマイヤ・モスクの保守、修理、補修に意を注いだ王朝はほかにない。イスラーム建築の専門家、Finbarr B. Flood は、同王朝がこのモスクに「強迫観念症的関心」を持っていたと表現する。1488年にバフリー・マムルーク朝のスルターン・カーイトベイはウマイヤ・モスクの南西端に新しくミナレットを建てさせた。

### オスマン朝の時代
1516年にセリム1世が率いるオスマン帝国軍はエジプトのマムルーク朝とシャーム地方北部のマルジュ・ダービクで戦い、これに勝利してダマスクスを得た。ウマイヤ・モスクにおいて、セリム1世の名前とともに執り行われる金曜礼拝の第1回目は、スルターン自身が出座した。
オスマン帝国はワクフと呼ばれる寄進制度を、支配地の地元住民の心を中央の権威に惹きつけるために利用する。ウマイヤ・モスクに設定されたワクフはダマスクスの街で最大規模になり、596人を雇用した。ワクフの監督官のポストは帝国中枢から派遣される官僚のものであったが、宗教がらみの役職はほとんどが地元のウラマーたちのためにとっておかれた。ワクフ財には課税されるのが通例であるが、ウマイヤ・モスクに設定されたワクフには課税がなされなかった。1518年からダマスクス総督とウマイヤ・モスク・ワクフ監督官に任命されたジャーンビルディー・ガザーリーは街全体の再建を計画し、その一環としてモスクの修理と再装飾を命じた。
1661年になると、ウマイヤ・モスクでは、著名なスーフィーの1人であったアブドゥルガニー・ナーブルスィーが、多くの弟子を導き始めた。

### 近現代

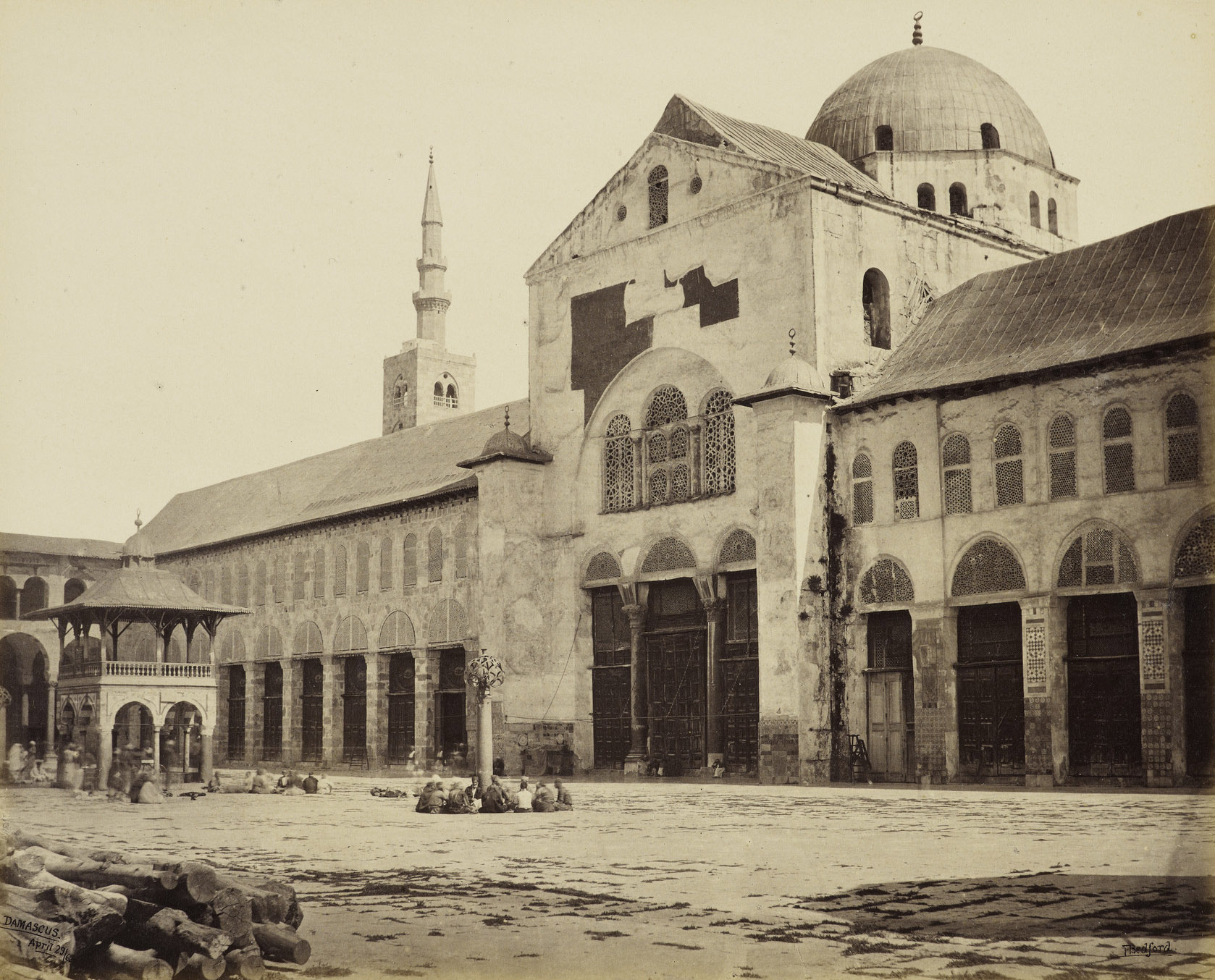
1862年に撮影された中庭の北側

1893年にウマイヤ・モスクで火災が発生し、広い面積のモザイクと大理石が大きく損傷した。火は礼拝用の大広間の内装にも燃え広がり、中央クッバが焼け落ちた。オスマン帝国はモスクの修復を開始したが、修復作業中にも火事が起きた。工事の人足が吸っていた水煙草の火の不始末が原因だった。オスマン帝国はウマイヤ・モスクの元来の構造を最大限生かしながら、最後まで補修工事をやり遂げた。
ウマイヤ・モスクの図書室には「クッバ・ハズナ蔵書」が非常に昔からあったが、1899年にその大部分がドイツ皇帝ヴィルヘルム2世に譲渡され、残された少数の蔵書がダマスクスの帝国アーカイヴに移された。
ウマイヤ・モスクは、フランス委任統治領シリア時代の1929年から1954年にかけて大規模補修が行われ、シリア共和国の時代の1963年にも一度、大規模補修が行われた。1980年代から1990年代にかけて、ハーフィズ・アサドはモスクの大規模改装を命じたがユネスコから批判を受けた。ウマイヤ・モスクは世界の歴史・文化的観点からはどうであれ、シリアにおいてはさまざまな象徴的意味合いを持つ建物であり、その象徴性を時の政権が利用する方向に補修や改修が行われるのが常である。2001年にはローマ・カトリック教会の法王ヨハネ・パウロ2世がウマイヤ・モスクを訪れた。名目上は洗礼者ヨハネの聖遺物への参拝が目的とされたが「ローマ・カトリック教会の法王が歴史上始めてイスラーム教のモスクを訪れた」ことに象徴的意義を含ませることを意図した訪問であった。2011年3月15日にシリア内戦に関連した大規模な民主化要求デモがウマイヤ・モスクで行われたが、政府軍がすぐさま鎮圧し、金曜礼拝の妨げになるからという理由でデモ隊を排除した。

## 建築

### 敷地と構成

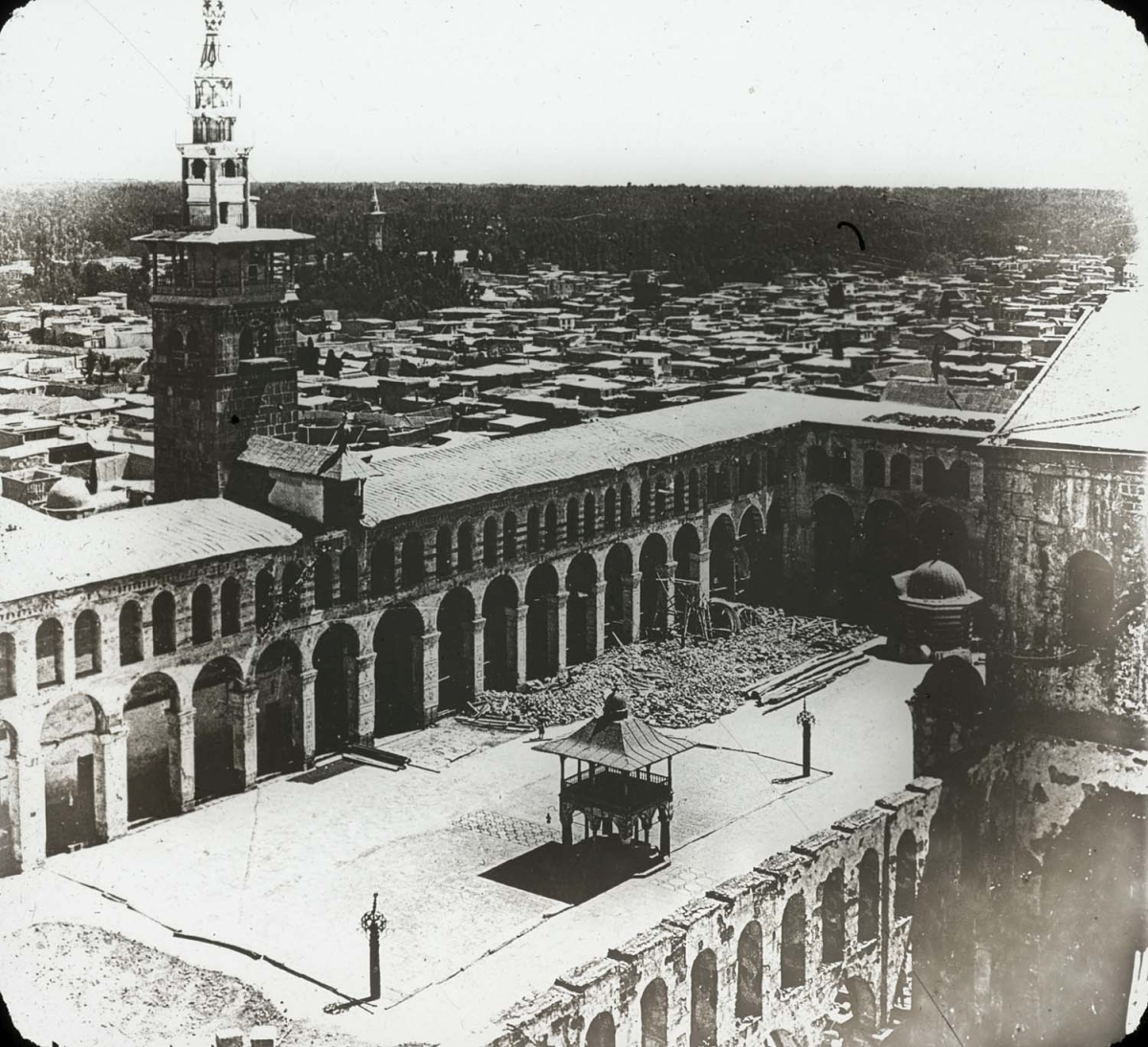
モスク南西角からリワーク（列柱廊）に囲まれたサフン（中庭）を見下ろす。1880年から1920年のいずれかの年に撮影。

ウマイヤ・モスクは幅156メートル、奥行き97メートルの長方形の敷地を持つ。この敷地は既に述べた通り、遥か古代からハダド、ユピテルの神殿、そしてキリスト教の聖堂が置かれていた場所であった。ダマスクスはメッカの北にある都市のため、メッカの方角へ向けて行われるサラート（礼拝）のために、建築複合体の南エリアに「ハラム」と呼ばれる礼拝空間が配置され、北エリアには「サフン」と呼ばれる中庭が置かれた。
ウマイヤ・モスク全体の特徴の1つは、この建造物が明確な正面（ファサード）を持たないことであり、またその巨大な規模にもかかわらず、建物全体の外観も外部から見ることができるようになっていない。記念性の強い外観を保持しない一方、ハラム（礼拝室）とサフン（中庭）からなる内部空間には華麗な装飾が行われ、中庭に向けて開口したハラムの入口が建物にとっての実質的な真のファサードを担っている。建物の外観ではなく、ハラムとサフンを中心とする建物の内側を中核としたこうしたウマイヤ・モスクの空間構成は、モスク建築とイスラーム芸術の1つの性格を表している。アンリ・スチールランは全体の構成について以下のように評する。

### 中庭
幅136メートル、奥行58メートルの大きさを持つ広大なサフンは石で舗装されている。舗装面は本来、高さが均一であったが、モスクの長い補修と増築の歴史の末に段差が発生するようになっていたところ、近年の補修によりウマイヤ朝時代の高さに再現された。サフンの周りは三方を「リワーク」と呼ばれる列柱廊（アーケード）で囲まれている。このリワークは下層の大アーチの上にそれぞれ1対の小アーチが乗るという2層構成の列柱でできている。中庭の側面（東・西）にはこのモスクに入るための2つの入口がある。
ウマイヤ・モスクのリワークは1759年の地震で一度全壊している。

### 礼拝空間
ダマスクスから見て南にあるメッカへ向けてサラート（礼拝）を行うため、ハラム（礼拝室）は建物の南に配置された。ハラムの南面にはメッカの方角「キブラ」を示す「キブラ壁」があり、それと並行に3列のリワークが走っている。リワークはいずれも上下2層構造で、コリントス型円柱により持ち上げられた下層のアーチ1つあたり、2つのアーチが上層に配置される。このパターンは上述したサフンのリワークと同じである。キブラ壁と並行の3列のリワークは、ハラムの中央からキブラと直交する方向に走る、ハラムで最大の2列のリワークと交差する。当該リワークの間（すなわちキブラ壁の中央）に、モスクの主ミフラーブ（キブラを示す壁龕）やミンバル（ムフティーが説教する説教壇）が配置されている。
主ミフラーブを含めミフラーブは4箇所にあるが、副ミフラーブのうち東側にあるものは「サハーバのミフラーブ」と呼ばれる。9世紀の学者、ムーサー・ブン・シャーキルによると、サハーバのミフラーブはウマイヤ・モスクが建設された当初からこの位置にあり、イスラームの歴史の中で3番目に古いミフラーブである。
ハラム全体の広さは東西136メートル、南北37メートルである。この東西方向に極めて長い室内空間は、メッカがある南向きに幅広の空間として計画されているにもかかわらず、縦方向（東西方向）の身廊として見えてしまうという錯覚をもたらしている。このため、ウマイヤ・モスクの研究を行った初期の専門家はハラムの内部をリワークによって区切られた東西方向の袖廊と翼廊として語るという誤りを犯している。そして、このような縦長に見える内部空間は初期キリスト教建築のバシリカを強く連想させるものであった。このキリスト教の教会堂のように東西方向に建物の軸線が通っているかに見えてしまう視覚効果のために、ウマイヤ・モスクのハラムは歴史家や考古学者によって、幾度となく「ワリード・ブン・アブドゥルマリク（ワリード1世）によって奪われたビザンティンの教会堂そのものである」と論じられることになった。実際には元々あったキリスト教の聖堂は一度解体されており、こうした主張は正しくないが、リワークに使われている列柱を始め、元のキリスト教の聖堂（洗礼者ヨハネ教会）から大きな影響を受けていることも事実である。アンリ・スチールランはハラム内部（および中庭）のリワークに用いられている円柱は、元来はユピテル神殿に属しており、洗礼者聖ヨハネ教会に転用されていたものを更に再利用したものであることはほぼ確実であるという。そして、モスクへの建て替え時に元々存在したアーケードの部材を有効に再利用しようとしたことが、ウマイヤ・モスクの全体設計とハラムの形状に大きな影響を与えたと推測している。

### 穹窿
礼拝用の大広間の天井に配置されたウマイヤ・モスクで最大のクッバ（ドーム、穹窿）は、外から見ると鷲の頭に見え、大広間の東西の裾が鷲の広げた羽のように見えるので、「鷲のクッバ」（Qubbat an-Nisr）と呼ばれている。「鷲のクッバ」は元来、木製であったが、1893年の火事で焼け落ちた後は石造になった。21世紀現在のクッバの高さは36メートルあり、八角形の基部の上にドーム構造体が乗る構成である。八角形の基部の各辺にはアーチが形成され、アーチの中に窓が2つ設けられている。基部は大広間から伸びる円柱（リワークの一部）により支えられている。

### 尖塔
ウマイヤ・モスクの宗教複合は、3基のミナレットを有する。モスク北壁に位置する「花嫁のミナレット」（Madhanat al-Arus）は、正確な建築年代は不明であるものの、当モスクで最も古くに建てられたものである。花嫁のミナレットの下層部は、9世紀、アッバース朝の時代に建てられたという説が有力である。ウマイヤ朝時代に建てられた可能性も完全に否定はできないが、モスク北壁がワリード1世の最初の構想に含まれていたことを示す証拠が存在せず、アッバース朝時代の985年に花嫁のミナレットを訪れたムカッダスィーの地理書には、これが「最近建てられたものである」という記載がある。花嫁のミナレットの上層部は1174年に建てられた。花嫁のミナレットには螺旋状に設置された160段の石の階段があり、ムアッズィンはこれを使って街の人々へアザーン（礼拝の呼びかけ）を朗誦するための場所に上った。
1. 花嫁のミナレット
2. 預言者イーサーのミナレット
3. カーイト・ベイのミナレット

花嫁のミナレットは鉛で葺いた屋根が設置されている部分を境に、上下2層に分かれる。下層の主塔部は古く、方形をしていて、四方に側廊を有する。 主塔部は大型の石材より新しい上層の尖塔部は化粧石で建てられている。主塔部は屋根近くに、馬蹄形アーチにより構成された明かり取り用の開口部が複数ある。隣接する2つの馬蹄形アーチの間、各アーチを支える部分には略立方体の柱頭飾が置かれている。これら開口部の下には馬蹄形アーチより小型の湾曲した張り出しがあり、開口部の持ち送り積みを可能にしている。「花嫁のミナレット」の名は、このミナレットの屋根を葺くのに使用した鉛を調達した商人の娘が、当時のシャーム地方の総督と結婚したというダマスクスに伝わる伝説に基づく。花嫁のミナレットには14世紀のイブン・シャーティルが設計した日時計が取り付けられている。ただし現在の日時計は18世紀に制作されたレプリカである。
ウマイヤ・モスクの宗教複合の南東角に位置する「預言者イーサーのミナレット」は、高さが約77メートルあり、3基のミナレットの中で最も高い。預言者イーサーのミナレットの原型となる塔の建設はアッバース朝時代の9世紀にまで遡るとする史料が複数存在するが、ウマイヤ朝時代には既にあったとする史料もある。今ある預言者イーサーのミナレットの主構造体はアイユーブ朝時代の1247年、尖塔部はオスマン帝国時代に建設された。主構造体のプランは四角形であるが、尖塔部分は八角形、上に行くほど次第に細くなり、先端に三日月の飾られている。壁で閉じた2列のリワーク（柱列廊）が主構造体に接続し、壁のない、同じく2列のリワークが尖塔部分に接続する。ムスリムの信じる終末論では、審判のその日に預言者イーサーが反救世主に立ち向かうため天国から地上に降り立つ。イーサーはこのミナレットを目印に地上に降りてくるというのが地元ダマスクスの伝承であり、このミナレットの名称のいわれである。この伝承と名称の由来は14世紀には既に定着しており、イブン・カスィール・ディマシュキーが著書でそのことを書いている。
「カーイトベイのミナレット」とも呼ばれる「西のミナレット」は、マムルーク朝のスルターン・カーイトベイが1488年に建設した。西のミナレットには、マムルーク朝期に典型的なイスラーム期エジプト建築の影響がよく見てとれる。西のミナレットは八角柱形状をしており、三重列柱廊の西の端に建てられている。西のミナレットとイーサーのミナレットが古代ローマ時代の神殿テメノス (神殿)の基礎の上に建っているという俗説があるが、実際にそれらの場所に神殿が存在しなかったため学術的には疑わしい。

### 装飾
ウマイヤ・モスク全体はもともと、中庭の周囲もハラム全体も、人の背丈ほどの高さまである大理石の台座がめぐらされていた。これはコンスタンティノープルにあるアヤ・ソフィアに類似したもので、その大理石面の上層にある壁とアーケードはくまなくモザイクで飾られた。イブン・バットゥータはウマイヤ・モスクで1,200人ものギリシャ（ビザンツ帝国）の工匠が働いていたと語る。実際にこれらのモザイク装飾は非常にビザンティン的であり、コンスタンティノープルやラヴェンナで開花した初期キリスト教建築と共通する技法が使用されている。一方で、こうしたビザンティンの装飾と決定的に異なるのは偶像崇拝を忌避するイスラームの信仰を反映して、人間の姿が全く描かれていないことである。
中庭西側柱列廊内の「バラダー川のパネル」と呼ばれるモザイク壁画は、こうしたウマイヤ・モスクのモザイク装飾の代表的な作品である。「バラダー川のパネル」は、高さ7メートル幅34.5メートルの大きさ、テッセラ（細片）ガラスを漆喰に埋め込む手法により作成されている。8世紀当時、ガラスは高度な技術を必要とする上、労働集約性が高く、宝石に次いで高価な装飾素材であった。パネル制作者は、高価であってもガラスを用いることで自然光やローソク、ランプの明かりにより壁画が輝いて見える効果を意図した。「バラダー川のパネル」はオスマン帝国領時代末期からフランス委任統治にかけてフランスの主導により保全が行われた。このとき制作された精巧な複製がルーヴルのイスラーム美術部門に所蔵されている。

## ウマイヤ・モスクが与えた文化的影響
最初期のモスク建築の1つであるウマイヤ・モスクは、ウマイヤ家を想起させるようなものこそ取り除かれてはいるが、それでも、8世紀始めごろの建築当初の構造と特徴が21世紀現在でもおおむね保たれた希少な建築例である。ウマイヤ・モスクは、その建設以来、シリア地方のみならず全世界的に、金曜礼拝モスク（ジャーミイ）の模範例とされてきた。美術史学者のFinnbar Barry Floodは、「ダマスクスの大モスクの建設は、ムスリムのヘゲモニーが確立されたことを街の景観に不可逆的に刻み込んだのみならず、以後の歴史においてシリア風モスクに「モスク建築の決定版」のような地位を与えることにもなった」と述べている。ウマイヤ・モスクの全体構想は、世界中の大モスクのプロトタイプになっており、例えば、カイロではアズハル・モスクとザーヒル・バイバルス・モスクに模倣されている。スペインではコルドバの大モスク（聖マリア大聖堂）、トルコではブルサの金曜モスクとセリミエ・モスクの全体構想にウマイヤ・モスクからの影響を確認できる。